# Natal paulistano

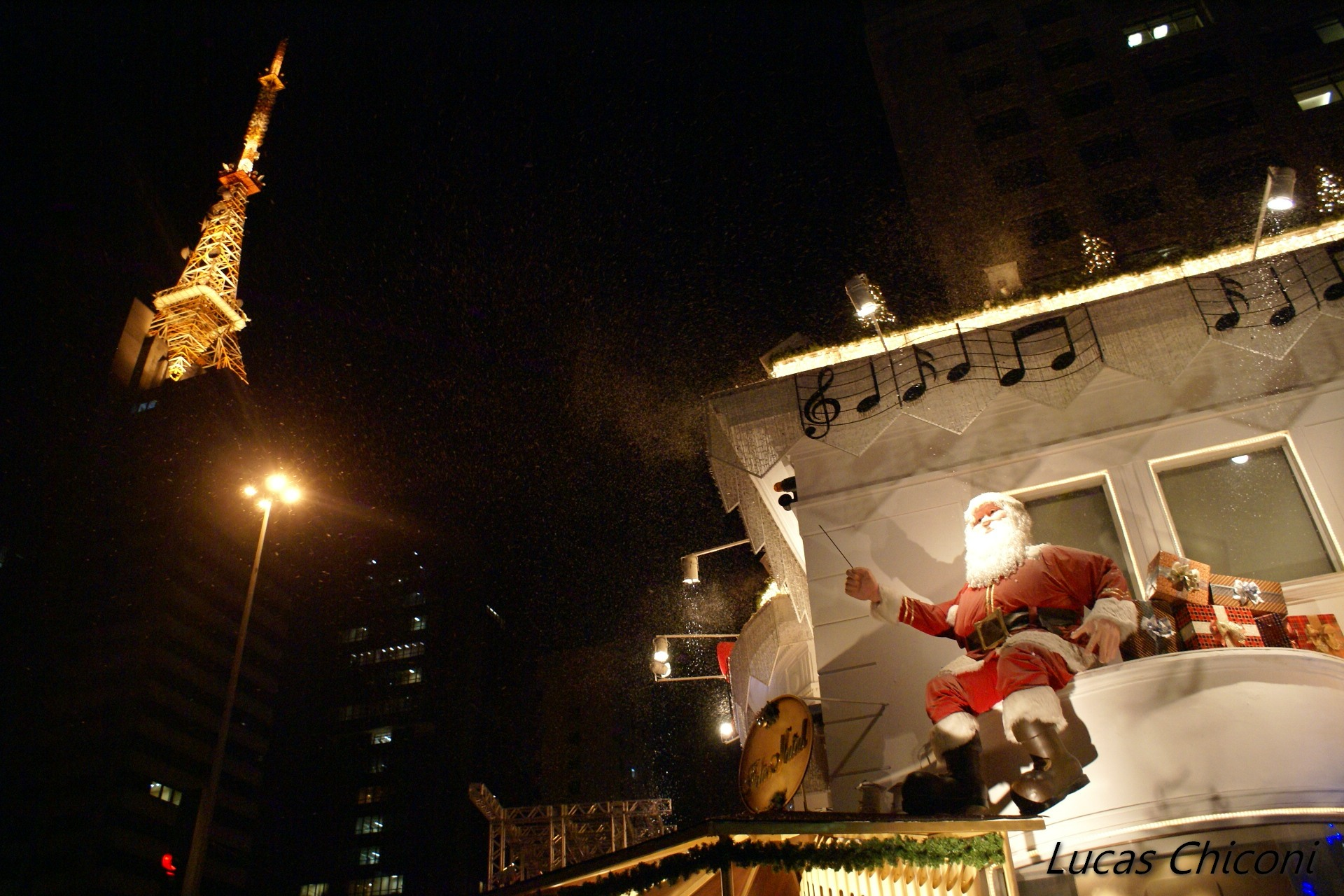
Decoração da Avenida Paulista.

Natal Paulistano é um conjunto de atrações natalinas conhecidas como Natal Iluminado, promovidas na cidade de São Paulo, sendo que algumas delas são desenvolvidas pela Prefeitura da capital paulista. Em todas as regiões do município, pontos são decorados com luzes e enfeites nas semanas que antecedem o feriado de Natal, em 25 de dezembro. Entre as atrações estão shows, queimas de fogos e passeios turístico-culturais, organizados pela SPTuris. A intervenção urbana costuma ficar disponível ao público até o dia 6 de janeiro.
Além da prefeitura de São Paulo, o evento também é financiado por instituições que patrocinam as dezenas de avenidas, pontes, praças e monumentos da cidade. Os shoppings também investem pesadamente em decoração para atrair o público no final do ano. Em 2015, por exemplo, a marca de refrigerantes Itubaína promoveu a exposição de 12 painéis de grafite de 1,90m feitos pelos artistas Leon, Felipe Poesia, Gabriel Crock, Cris Rodrigues, Tathy Melo, Wolpy Dirty, Claudio Donato, Otavio Fabro (Ota), Gelson Those, Harry, Ayco Dany e BIG k.o, todos integrantes da Agência Quixote Spray Arte. As obras da exposição “Papai Noel Visita o Metrô” ficaram expostas até 5 de janeiro de 2016 nas estações Consolação, Luz, Sé, Capão Redondo, Largo Treze, São Joaquim, República, Brás,Tamanduateí, Conceição, Santa Cruz e Santana.
Em 2008, foram investidos R$ 5 milhões na decoração natalina, com 2,3 milhões de pontos de luz, tornando-se o natal mais iluminado do mundo.[1] São diversos tipos de enfeites que estão presentes em várias avenidas, prédios, pontes e pontos turísticos da metrópole, desde os subúrbios até a região central.
Tradicionais árvores de natal são montadas na Avenida Paulista, no Parque Ibirapuera e na represa de Guarapiranga, além da iluminação que transforma a Ponte Octávio Frias de Oliveira em uma árvore natalina.

## Viaduto do Chá
O viaduto está entre os cartões-postais do centro paulistano e como muitos pontos é uma das atrações decorativas natalinas, por estar perto do edifício da Prefeitura de São Paulo e ser muito facilmente inserido no roteiro turístico.

## Árvore do Parque Ibirapuera
No ano de 2011, a tão esperada árvore do Parque Ibirapuera foi inaugurada, surpreendendo a todos com fogos de artifício e muita iluminação.
Em 2015, na Praça Aldo Chioratto, a árvore montada em frente ao Parque Ibirapuera, considerada a mais importante durante o Natal Paulistano segundo pesquisa feita pelo Observatório de Turismo e a SPTuris, foi decorada com Papai Noel, uma estrela de quatro metros, ursos polares, guirlandas, laços natalinos, soldados, bailarinas, bolas e sinos decorativos. Em sua base, a Árvore do Parque Ibirapuera também exibiu obras em alto relevo e em terceira dimensão utilizando luzes de alta tecnologia em LED, para que a ação seja sustentável e gaste o mínimo de energia possível.[9]
Em 2016, a novidade foi que a decoração da árvore foi feita de enfeites doados pelos moradores da cidade de São Paulo e que, depois, foram reciclados. Devido ao trânsito, que, geralmente, chama a atenção nessa época e região, a CET monitorou e orientou o tráfego, ajudando na segurança de carros e pedestres.
Porém, a árvore foi considerada a menor da história do evento, com apenas 35 metros de altura, em comparação com as construídas em 2008 e 2009, que tiveram cerca de 70 metros.
Desde 2014, todos os anos, além da árvore, também têm shows natalinos localizados no lago do parque, sempre contando uma história diferente, com músicas no fundo, projeções e dança das águas, atraindo milhares de turistas. Normalmente a duração é de trinta minutos.
No ano de 2016, a árvore teve uma altura de 35 metros de altura contando também com 15 metros de diâmetro. Tendo este tamanho, foi acompanhado de uma estrela de quatro metros e enfeites de, pelo menos, um metro cada.
A árvore de natal ficou exposta para a admiração de todos os públicos.

## Passeios Turístico-culturais
Os passeios turístico-culturais, durante os meses de dezembro, são organizados pela São Paulo Turismo S/A (SPTuris), empresa de capital aberto responsável por eventos que envolvem cultura e lazer na cidade de São Paulo. A SPTuris, que tem a Prefeitura de São Paulo como sócia majoritária, faz roteiros natalinos com saídas diárias e acompanhamento de guias de turismo, com o intuito de atrair milhares de visitantes, de diversas partes do mundo, para passar as festas de final de ano na capital paulista.

## Edifício Matarazzo
Assim como diversos pontos turísticos da cidade, o edifício conhecido também como sede da Prefeitura de São Paulo, recebe uma ilustre decoração natalina baseada em uma iluminação feita por refletores LED e lâmpadas estroboscópicas que deixam a fechada, jardim e cobertura com as cores do natal.

## Ônibus Iluminados
A SPUrbanuss, em conjunto com a SPTrans, com vistoria e fiscalização feita pela Companhia de Engenharia de Tráfego (CET); também colaboraram para trazer mais luz ao natal paulistano. Entre os meses dezembro de 2015 e janeiro de 2016, os coletivos foram iluminados com lâmpadas de LED e tiveram em seus letreiros os votos de Feliz Natale Próspero Ano Novo exibidos durante todo o trajeto, assim como a "Caravana Iluminada", projeto também realizado pela SPTuris, em que carretas circulam por diversos pontos da cidade levando diferentes atrações para o público, indo desde a presença do Papai Noel e suas renas até sistema de som e iluminação especial. Os ônibus desfilaram pelos principais pontos turísticos de São Paulo, entre eles a Avenida Paulista e o Parque Ibirapuera, com parada de 30 minutos com direito a visita e fotos na árvore. A frota iluminada também passou pela Avenida Brigadeiro Luís Antônio, Avenida Rebouças, Avenida Brasil, Rua da Consolação e Rua Manuel da Nóbrega.

## Natal na Avenida Paulista
Todos os anos, a avenida Paulista, um dos principais pontos turísticos de São Paulo, é tomada por enfeites e luzes durante o mês de dezembro. Até 2014, era instalada uma plataforma com mais de mil metros quadrados, onde ficavam bonecos e árvores natalinas, que eram iluminados e tocavam música durante a noite. O palco também era reutilizado durante o show de réveillon, que reúne artistas que se revesam para entreter as milhares de pessoas que aguardam a chegada do ano novo. O local, porém, não foi instalado em 2015, devido à falta de patrocinadores.
Em 2014 e 2015, a Prefeitura de São Paulo promoveu a Ciclofaixa Noturna, na qual ciclistas podiam trafegar por faixas da avenida, isoladas pela CET, durante a madrugada. Nesse período, um Papai Noel trafegou pela avenida Paulista em um trenó puxado por bicicletas. Mas, mesmo com a novidade, não foi obtida uma acentuada animação do público, devido as diminuições das decorações natalinas, abalando o clima e decepcionando quem se empolga nessa época do ano.
Em 2015, não houve o palco que era tradicionalmente montado com decorações de Natal, isso fez com que o número de pessoas que circulavam na Avenida Paulista fosse diminuído nessa época do ano, fazendo assim com que a avenida cartão-portal da cidade fosse perdendo o brilho na época das festas de dezembro.
Por conta da crise, a SPTuris não recebeu recursos, para que pudesse assim fazer a decoração natalina em 2016, fazendo assim com que fosse em busca de patrocinadores.

## Natal na Represa da Guarapiranga
Em 2012 a Represa da Guarapiranga também recebeu atrações natalinas: uma cortina de água de setenta e dois metros (quadrados), com luzes a cada trinta minutos, levou um clima natalino à região.A apresentação teve a duração de nove minutos. O local contou também com uma árvore de quinze metros.

## Mercado Municipal
Conhecido ponto turístico da cidade de São Paulo, o Mercadão - como é conhecido o mercado, é um dos grandes atrativos decorados do período natalino. Além de ser um estabelecimento perfeito para encontrar os principais itens da ceia, pode-se desfrutar de uma decoração deslumbrante.

## Corais Natalinos
A cidade de São Paulo conta com muitos corais na época do natal.
Em 2016 o Coral Paulistano se apresentou no palco do Theatro Municipal, todo o repertório do grupo incluiu canções natalinas.Durante o concerto, foram disponibilizadas partituras para o público, no intuito de atrair pessoas para subir ao palco e interpretar as canções junto com o coral. Naomi Munakata, maestrina titular, foi quem regeu a apresentação.
Os shoppings também recebem atrações musicais.
No Shopping Center 3 apresentaram-se diversos grupos como, Coral do Pedal Voluntário, formado por ciclistas; o músico Stanley Peters que tocou uma guitarra havaiana e um serrote musical; e a banda musical da Guarda Civil Metropolitana. Em 2015, foi a décima primeira edição do festival de corais nesse shopping.

## Shopping em São Paulo
São Paulo possui diversos shoppings que na época de natal, ficam enfeitados e decorados de diversas maneiras.
Em 2013 o shopping Center Norte montou o maior papai noel do mundo, com 20 metros de altura e pensando 14 toneladas este entrou para o Guinnes World Records. Junto com ele o shopping foi enfeitado com um cenário de gnomos, mamãe noel, bolos cenográficos e possuindo a presença real do velhinho.
No shopping Interlagos a decoração de 2016 inovou, com seu trenó nos levando conhecer o lindo cenário feito, passando pelo presépio , árvores decoradas e animais robotizados. Neste espaço as crianças puderam conhecer a famosa casa do papai noel e tirar fotos em 3D.
O shopping Cidade São Paulo para entreter o público fez um grande labirinto que poderia ser percorrido com inúmeras surpresas, como seus espelhos que podiam refletir em diversos formatos e tamanhos nossa imagem.

## Rua Normandia
É uma rua da cidade de São Paulo, conhecida por seguir um estilo europeu e que natal se torna um encantador ponto turístico, composta por Papai e Mamãe Noel, renas, duendes e máquina de neve - A neve "começa a cair" por volta das 19h, horário que aumenta o movimento do local.

## Taboão da Serra
Um local que cada vez mais esta atraindo visitantes no natal é a Praça Nicola Vivilecho, em Taboão. Sua decoração e iluminação chamam a atenção das pessoas, com cordas de LED, estrelas coloridas e projeções dos Reis Magos em 3D. Porém o ponto alto d local é o Papai Noel, que conversa com as crianças. 

## Natal no Metrô
Em 2009, o Projeto Canto Coral de Natal realizou o evento Cantatas de Natal, nas estações Brás, Luz e Júlio Prestes, com repertório que ia desde clássicos até a música popular brasileira.
O Projeto Canto Coral de Natal em 2014 realizou sua vigésima segunda edição, as estações metroviárias contaram com diversos músicos, cantores, corais e maestros, esse projeto faz parte da programação cultural desde 1992.
Confira como foi um pouco da programação:
Estação Paraíso - Coral Fascinação.
Estação Tatuapé - Coral Harmonia Radio Taisso.
Estação Santa Cecília - Coral Associação Grupo Viva Vida.
Estação Clínicas - Coral Samuel Rangel.
Estação Sé - Coral do Colégio Presbiteriano do Brás.
Estação Brás - Grande Coro de São Paulo.
Estação Santana - Coral Luz do Sol.
Estação República - Coral EnChanter da Aliança Francesa.
Estação Luz - Coral Orquestra Cantando Oitavas.

## Caminhada noturna natalina
Em 2014 o Sesc Vila Mariana preparou uma caminhada noturna pelo bairro, no intuito de levar o público para admirar as luzes natalinas.
O destino era o Parque Ibirapuera e a Avenida Paulista, point das luzes e decorações de natal. O ponto de encontro aconteceu no próprio Sesc, mais especificamente na Praça Externa, a entrada foi gratuita, era necessário se inscrever com antecedência .
Na caminhada, os participantes puderam se exercitar e ainda usufruir das decorações e luzes natalinas .

## Edificações iluminadas

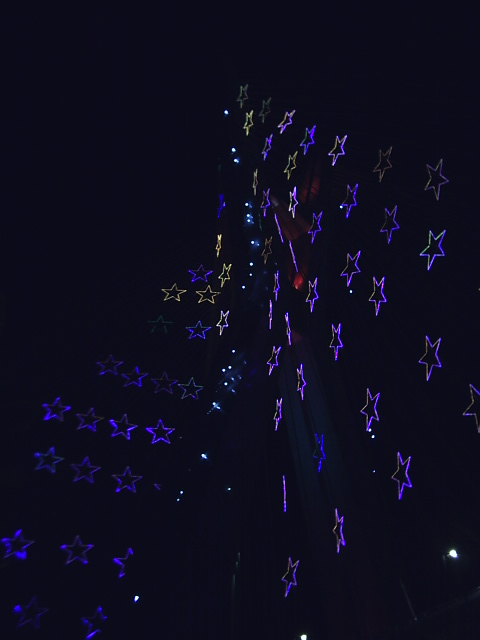
Ponte Octávio Frias de Oliveira no Brooklin.

| \| Nome \| Lugar \| Região \| \| ------------------------------- \| --------------------------- \| ---------- \| \| Conjunto Nacional \| Cerqueira César \| Zona Oeste \| \| Edifício Altino Arantes \| Sé \| Centro \| \| Estádio do Pacaembu \| Pacaembu \| Centro \| \| MASP \| Bela Vista \| Centro \| \| Mercado Municipal de São Paulo \| Bom Retiro \| Centro \| \| Pateo do Collegio \| Sé \| Centro \| \| Ponte Octávio Frias de Oliveira \| Brooklin \| Zona Oeste \| \| Sede da Prefeitura \| Sé \| Centro \| \| Teatro Municipal \| República \| Centro \| \| Túnel Nove de Julho \| Jardim Paulista, Bela Vista \| Zona Oeste \| \| Vale do Anhangabaú \| República \| Centro \| \| Viaduto do Chá \| República \| Centro \| \| Viaduto Santa Ifigênia \| República \| Centro \| |                             |            |
| Nome | Lugar                       | Região     |
| Conjunto Nacional | Cerqueira César             | Zona Oeste |
| Edifício Altino Arantes | Sé                          | Centro     |
| Estádio do Pacaembu | Pacaembu                    | Centro     |
| MASP | Bela Vista                  | Centro     |
| Mercado Municipal de São Paulo | Bom Retiro                  | Centro     |
| Pateo do Collegio | Sé                          | Centro     |
| Ponte Octávio Frias de Oliveira | Brooklin                    | Zona Oeste |
| Sede da Prefeitura | Sé                          | Centro     |
| Teatro Municipal | República                   | Centro     |
| Túnel Nove de Julho | Jardim Paulista, Bela Vista | Zona Oeste |
| Vale do Anhangabaú | República                   | Centro     |
| Viaduto do Chá | República                   | Centro     |
| Viaduto Santa Ifigênia | República                   | Centro     |

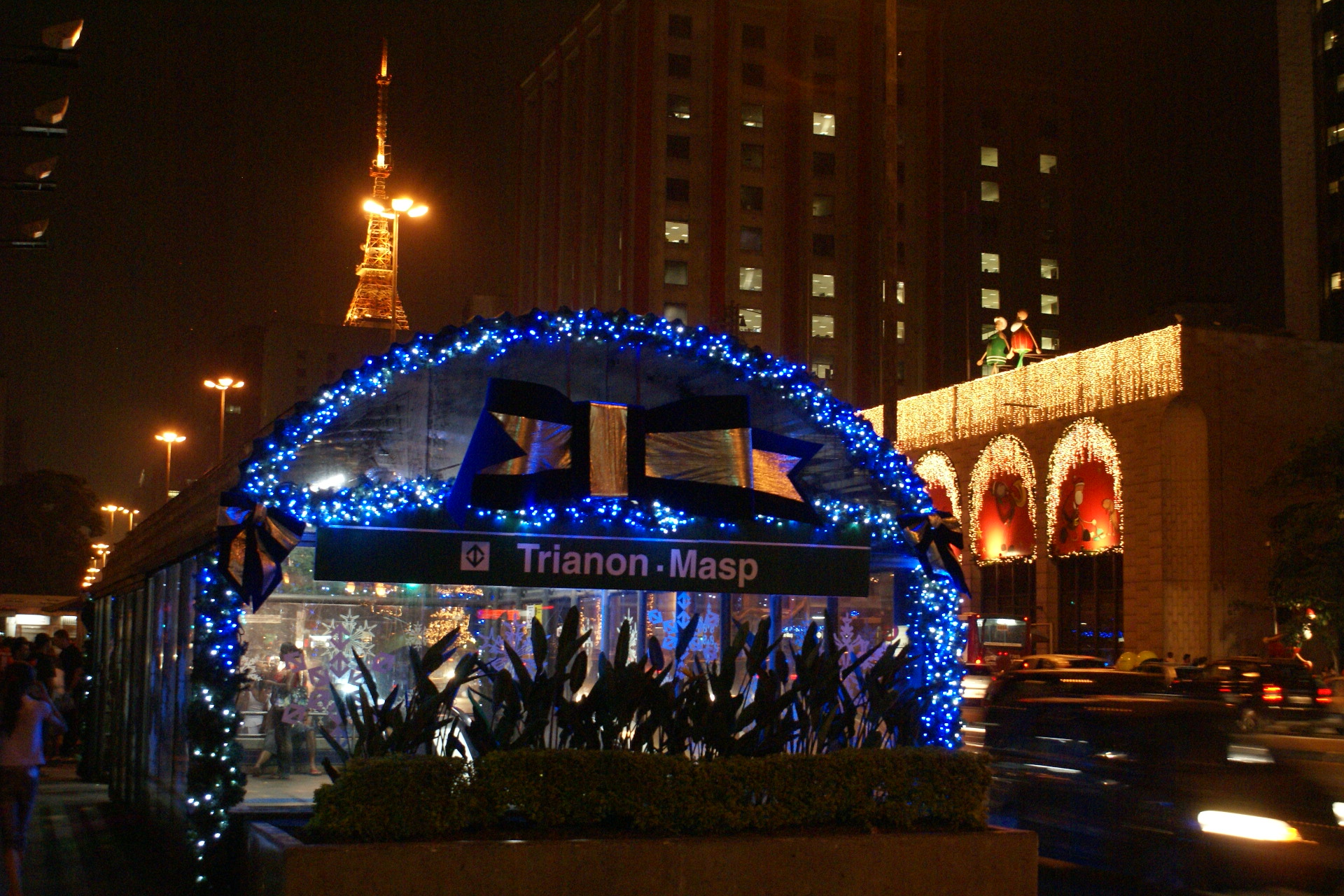
Estação Trianon - MASP
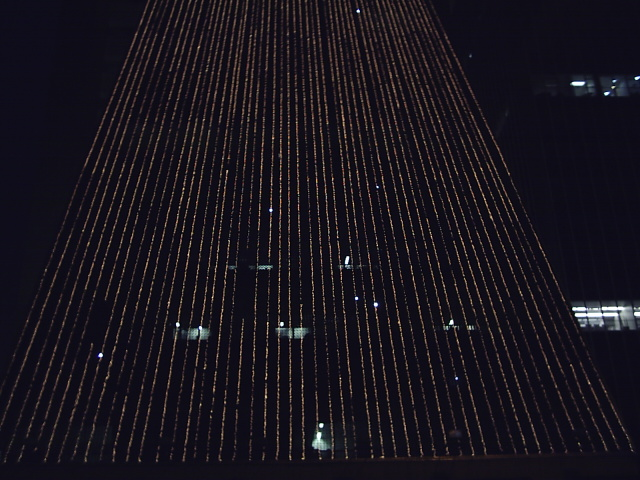
Edifício da FIESP na Avenida Paulista
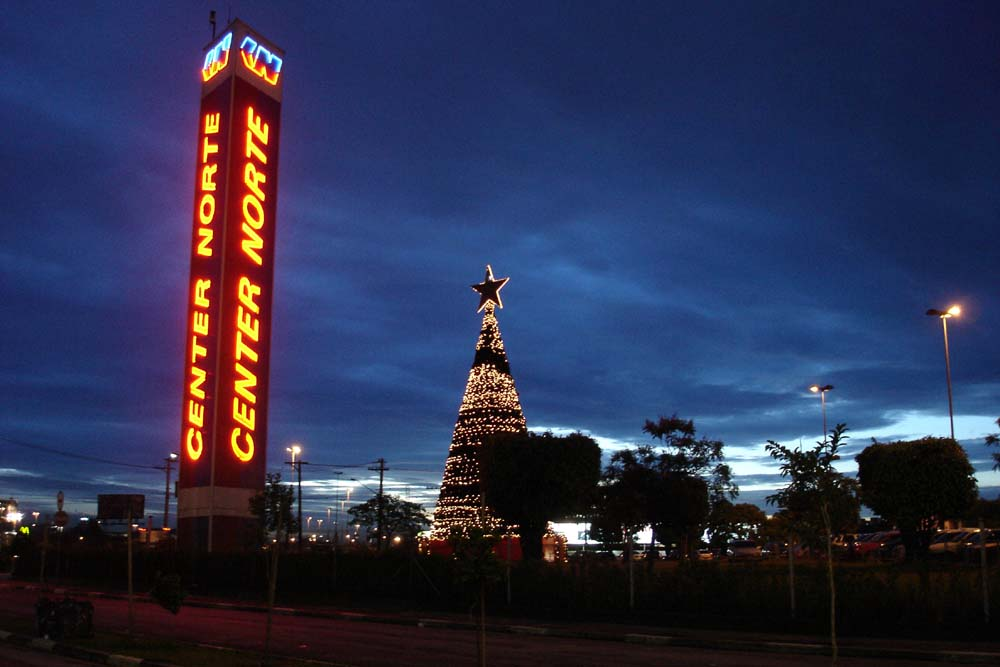
Shopping Center Norte
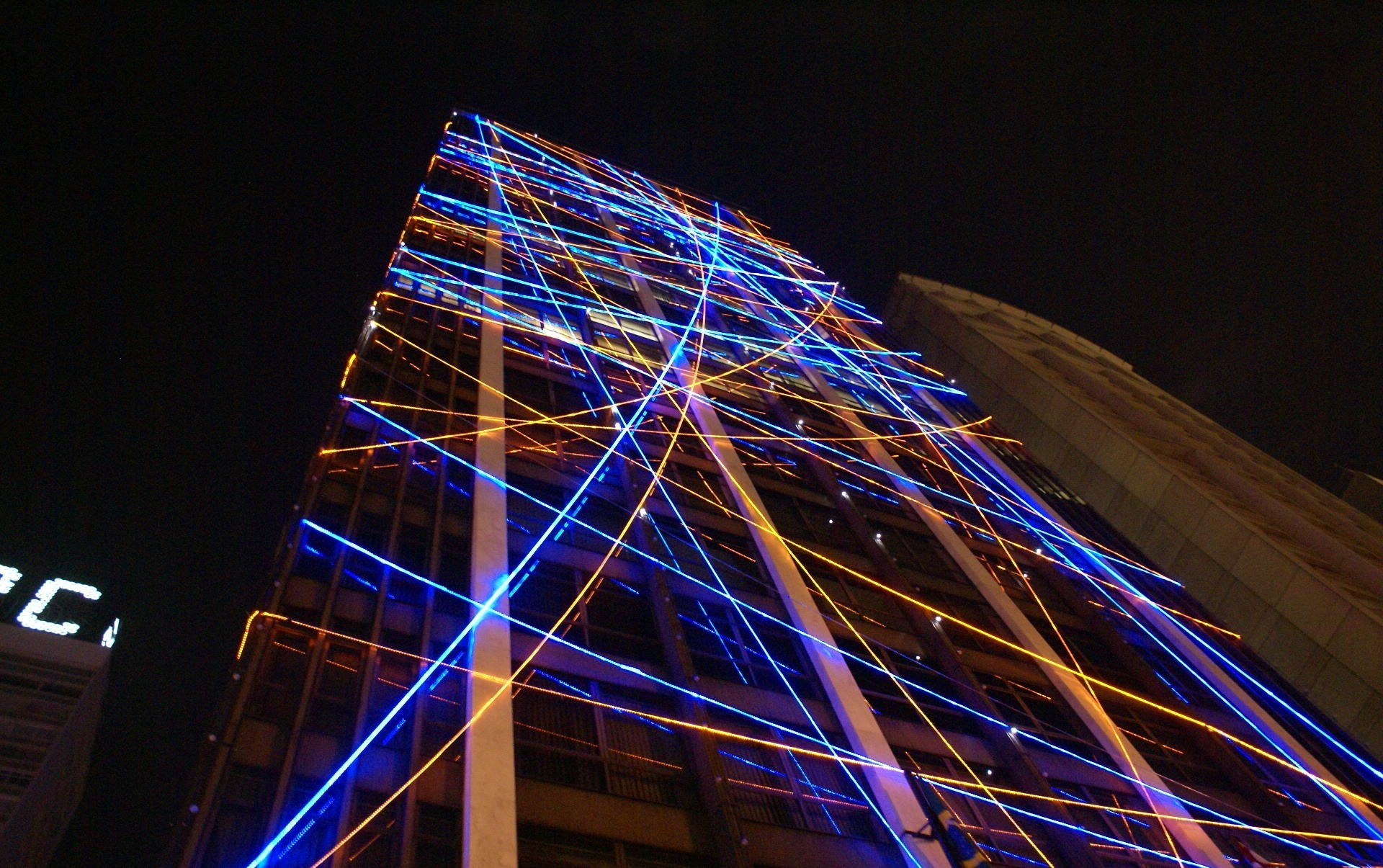
Edifício do Banco do Brasil na Avenida Paulista
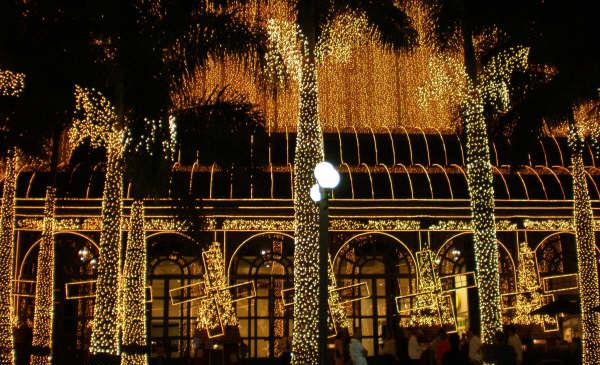
Shopping Pátio Higienópolis
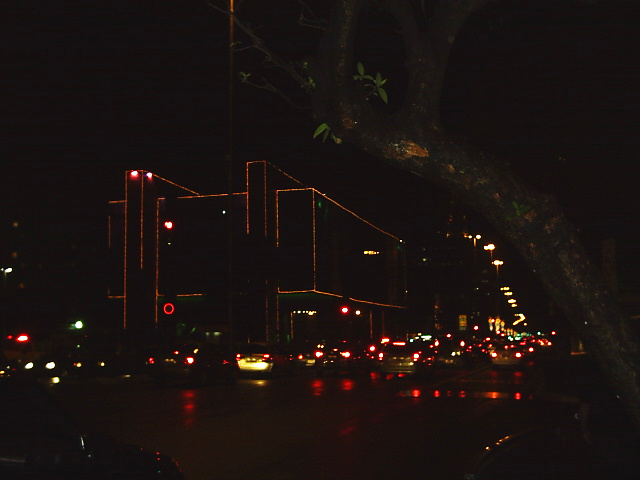
MASP
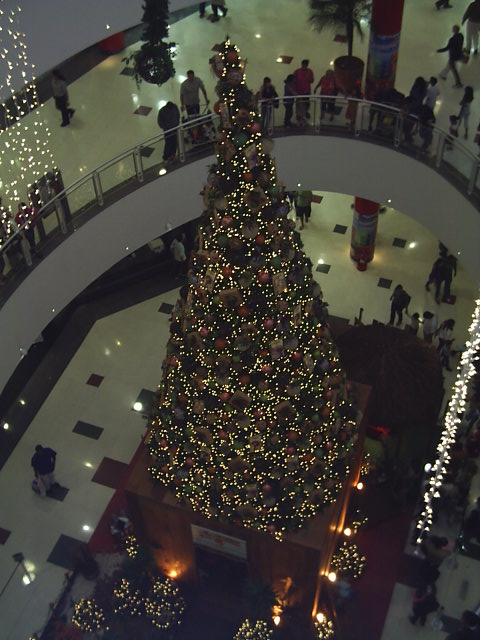
Árvore de Natal do Shopping Boulevard Tatuapé
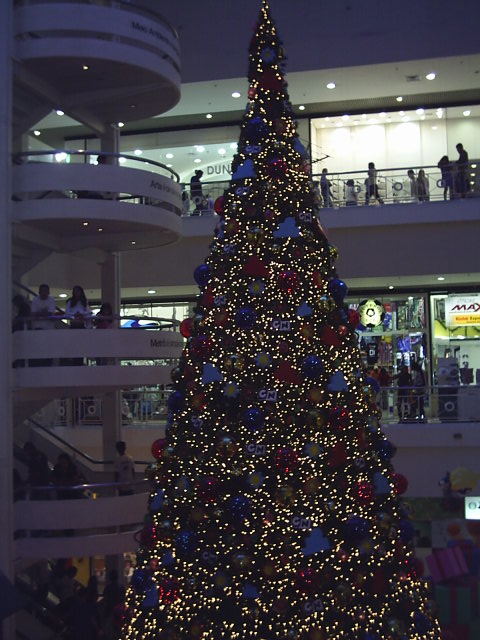
Árvore de Natal de um shopping no Tatuapé

## Áreas de lazer iluminadas

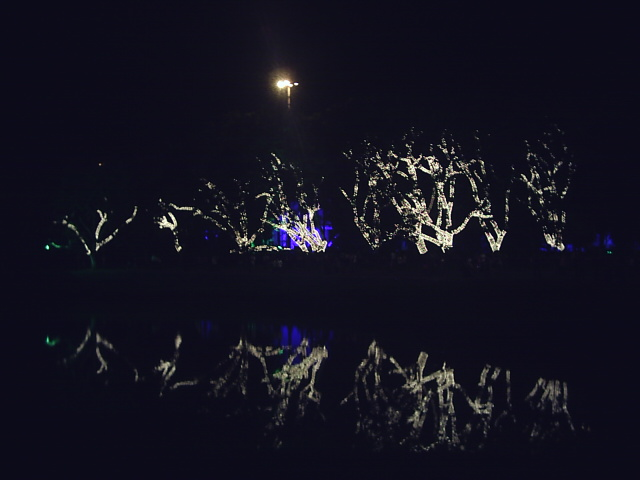
Parque Ibirapuera em 2008
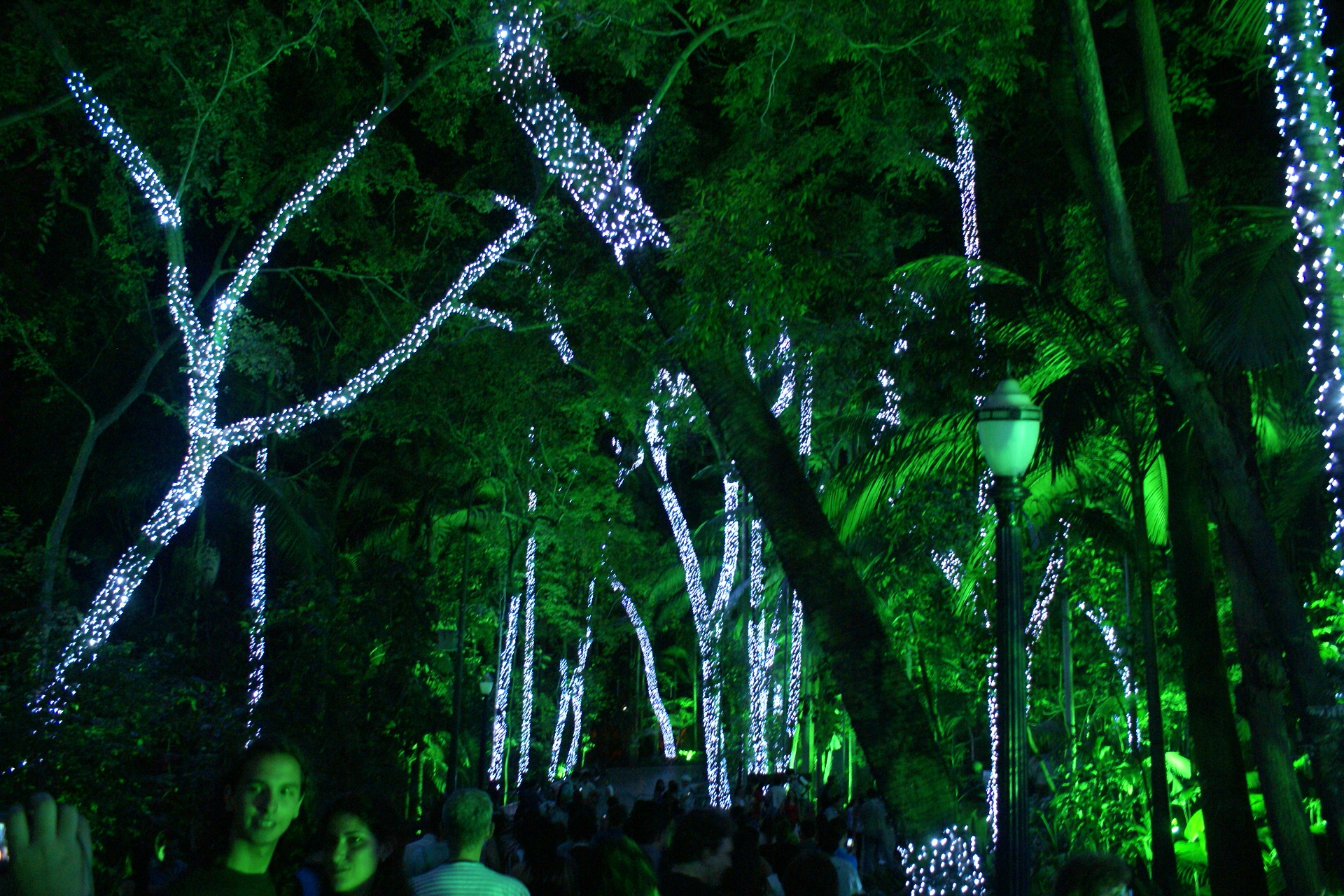
Parque Trianon
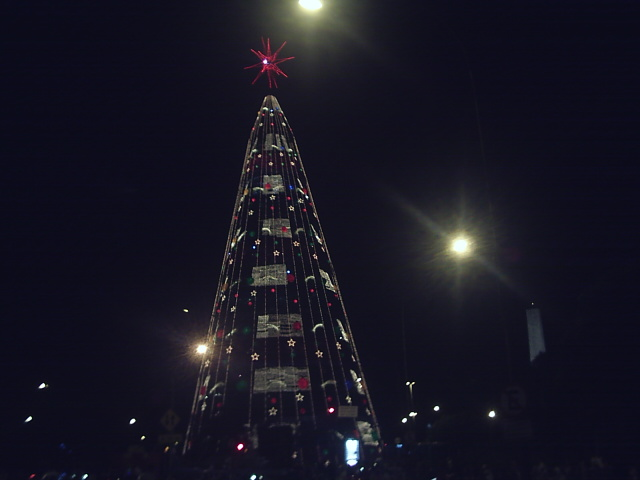
Árvore de Natal do Ibirapuera
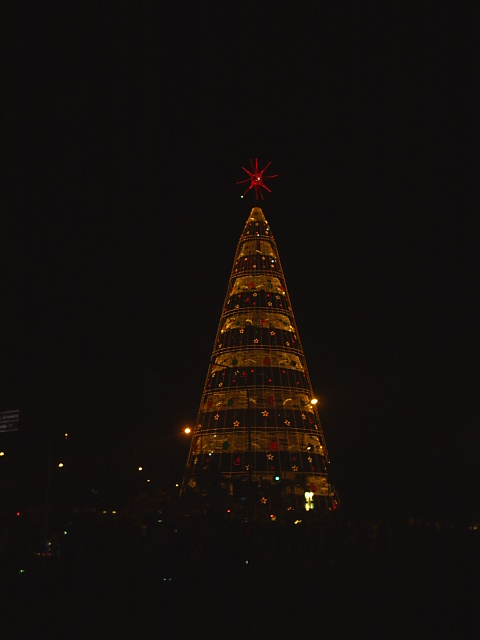
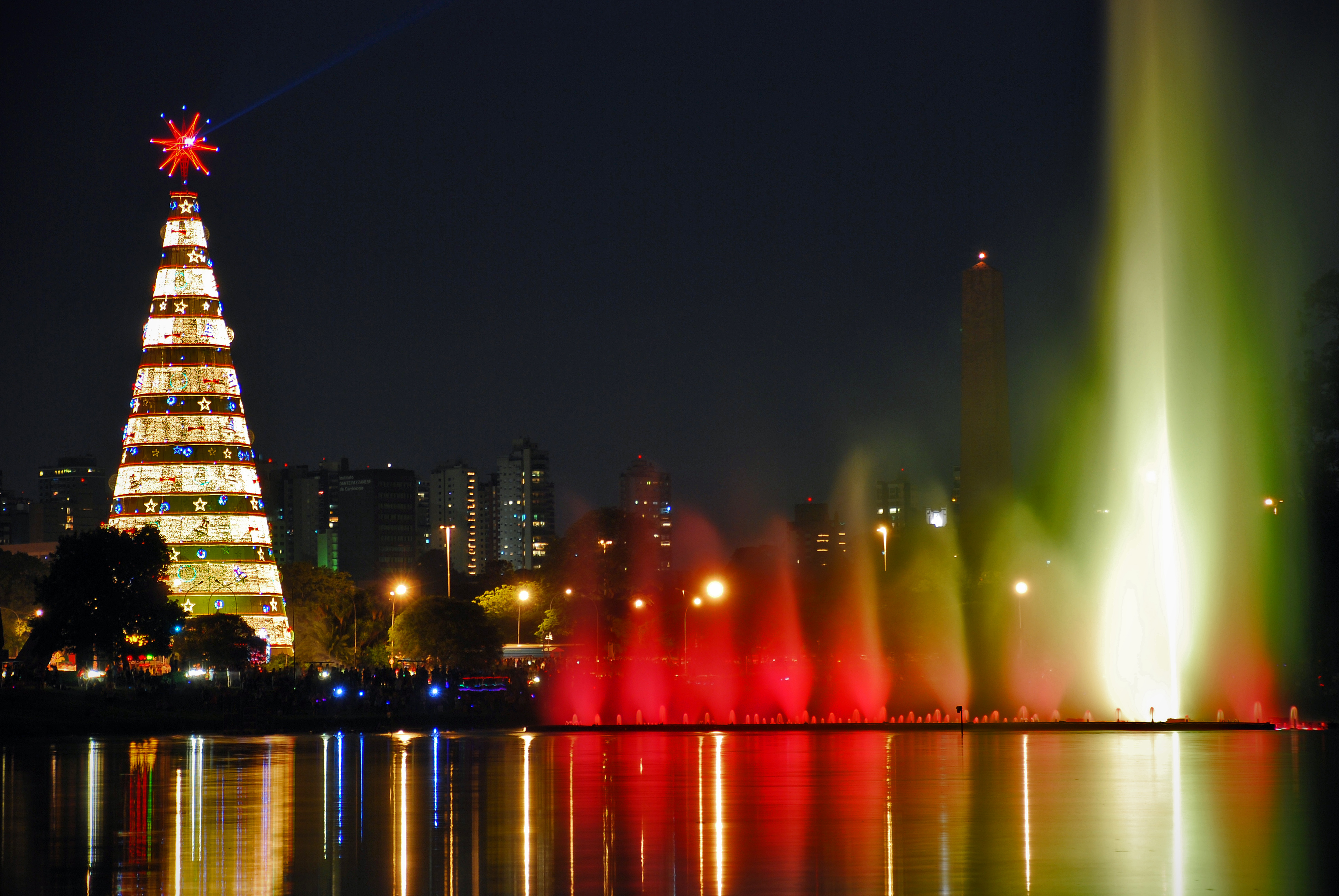
Parque Ibirapuera
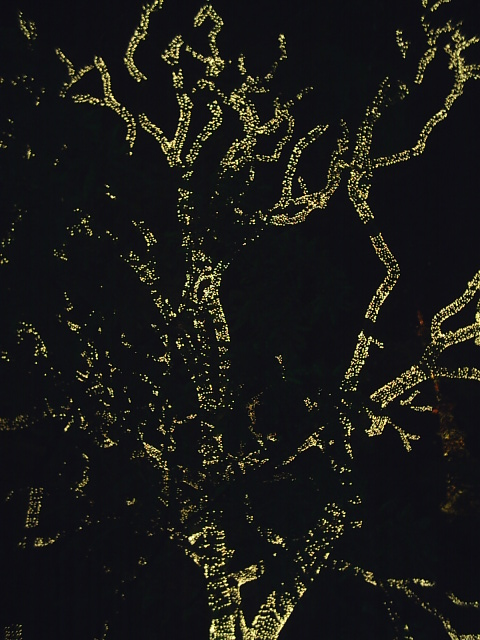
Parque Trianon

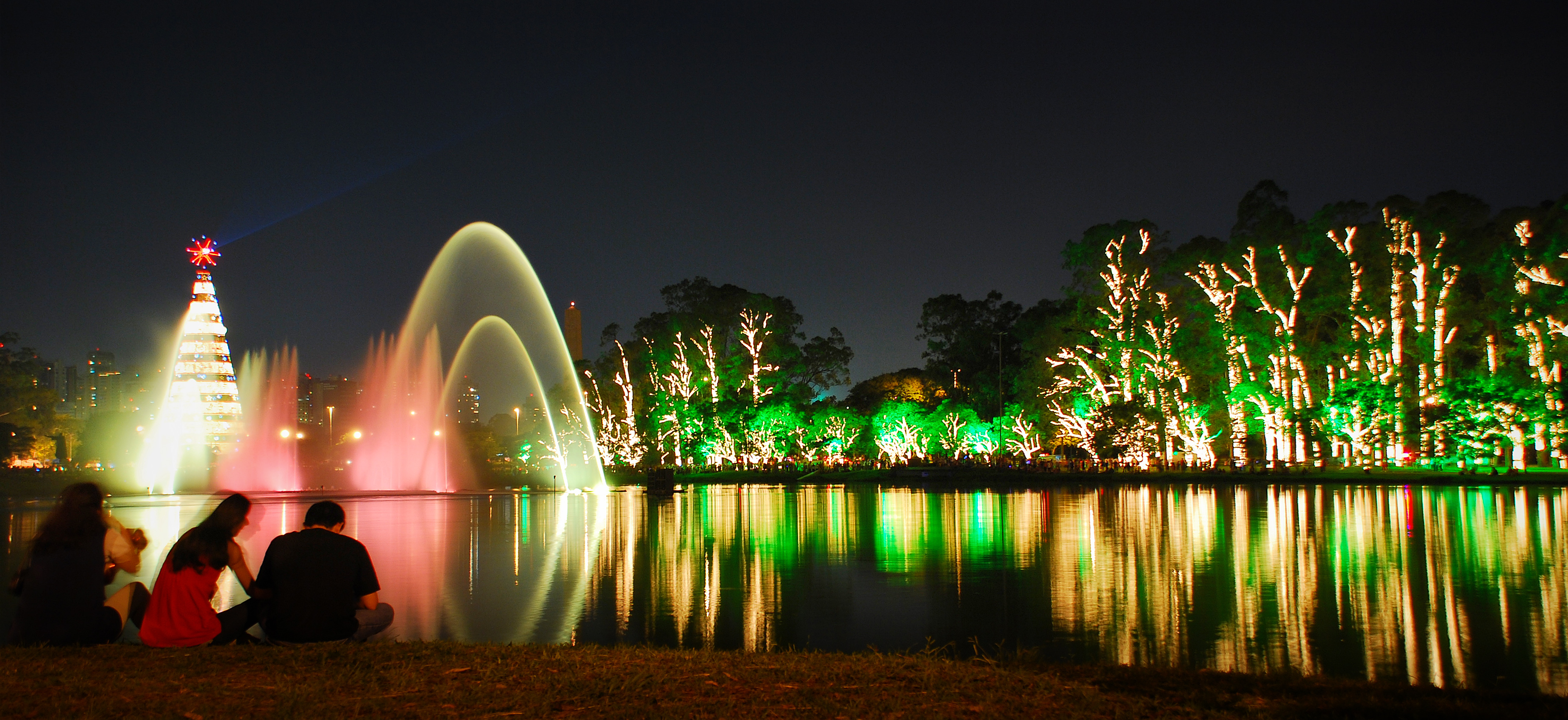
Parque Ibirapuera decorado para o Natal.